# Jacksonville State Gamecocks

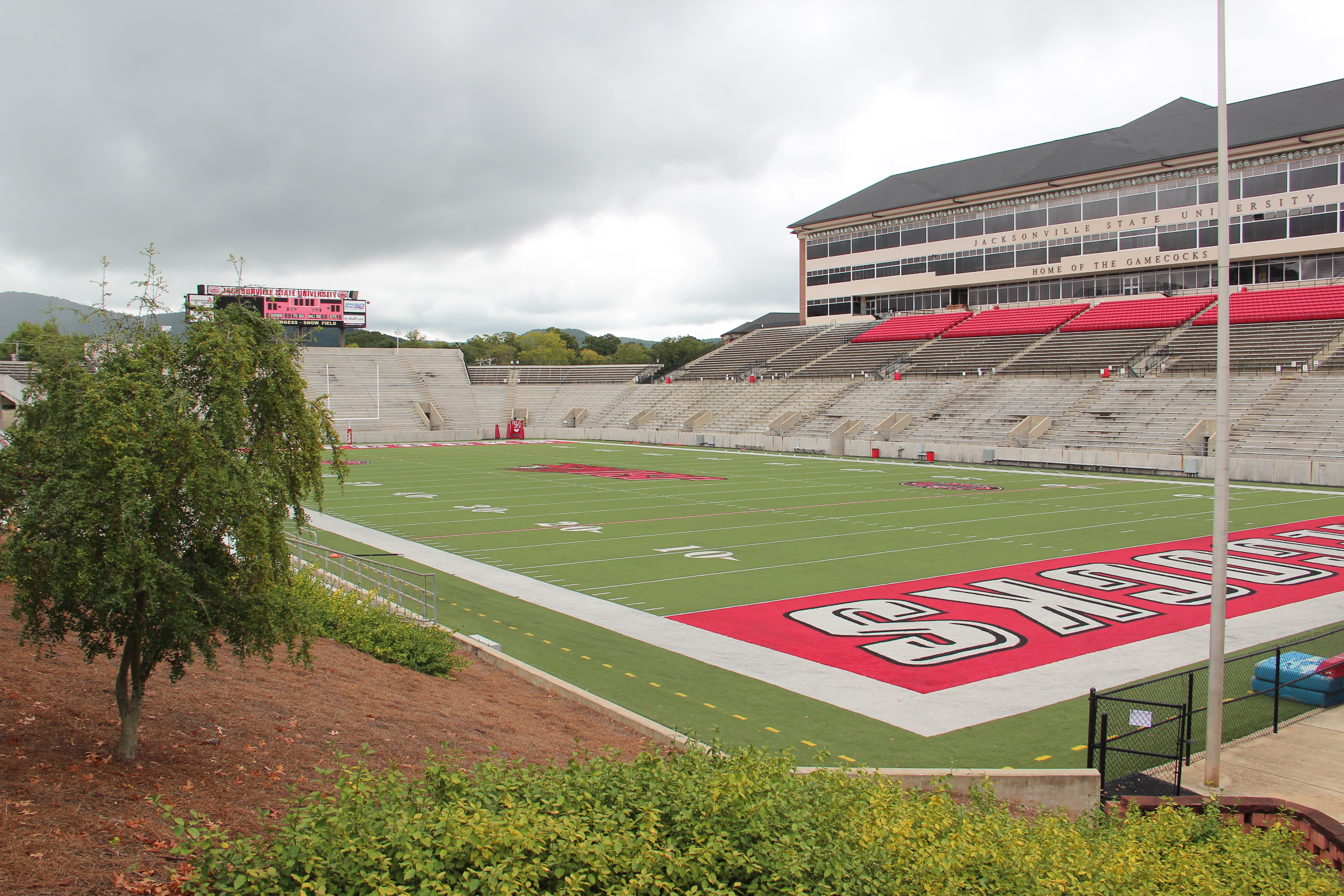
JSU Stadium.

Jacksonville State Gamecocks (español: Gallos de Pelea de la Estatal de Jacksonville) es el equipo deportivo de la Universidad Estatal de Jacksonville, situada en la ciudad del mismo nombre, en Alabama. Los equipos de los Gamecocks participan en las competiciones universitarias organizadas por la NCAA, y forman parte de la Conference USA desde 2023.

## Programa deportivo
Los Gamecocks participan en las siguientes modalidades deportivas:
| - Masculino - Baloncesto - Fútbol americano - Tenis - Cross - Golf - Béisbol | - Femenino - Cross - Baloncesto - Bowling - Fútbol - Golf - Sóftbol - Voleibol cubierta - Voleibol de playa - Tenis - Atletismo al aire libre - Atletismo cubierta | - Mixte - Rifle |

### Baloncesto
El equipo masculino de baloncesto no ha conseguido nunca clasificarse para la fase final de la NCAA, aunque cuando militaba en la División II en el año 1985. Un único jugador ha sido incluido en el Draft de la NBA en toda su historia, aunque no llegó a jugar como profesional.

### Fútbol americano
El equipo de fútbol americano ha ganado en dos ocasiones el campeonato de la Ohio Valley Conference, en 2003 y 2004, y fue campeón de la División II de la NCAA en 1992. Trece de sus jugadores han llegado a jugar en la NFL.

### Bowling femenino
El equipo de bowling femenino ganó el campeonato de la NCAA en su primera temporada en 2023-24.